# Cleocnemis taquarae
Cleocnemis taquarae là một loài nhện trong họ Philodromidae.
Loài này thuộc chi Cleocnemis. Cleocnemis taquarae được Eugen von Keyserling miêu tả năm 1891.